# Codes OTAN des grades des officiers des armées de terre
Les codes OTAN des grades des officiers des armées de terre définissent des équivalences de grades entre les rangs d’officiers des forces terrestres nationales membres de l'Organisation du traité de l'Atlantique nord.
Ces codes OTAN relatifs aux grades d'officiers sont composés de deux lettres en majuscule (OF pour OFficier et WO pour Warrant Officer) suivi d’un indice numérique compris entre 1 et 10. 

## Codes pour les officiers (OF 1-10)
|  |  |  |

|  |  |

|  |  |  |

| Alumno repetidor | Alumno 2º | Alumno 1º |

|  |  |

|                |          |
| primo capitano | capitano |

|  |

| Kapitán |

## Codes pour leswarrant officers(WO 1-5)
| Code OTAN               | WO-5                    | WO-4                    | WO-3                    | WO-2                  | WO-1                   |
| ----------------------- | ----------------------- | ----------------------- | ----------------------- | --------------------- | ---------------------- |
| États-Unis              |                         |                         |                         |                       |                        |
| Chief Warrant Officer 5 | Chief Warrant Officer 4 | Chief Warrant Officer 3 | Chief Warrant Officer 2 | Warrant Officer 1     |                        |
| Suisse                  | Pas d'équivalent        | (velcro)                | (velcro)                | (velcro)              | (velcro)               |
| Suisse                  | Pas d'équivalent        | (passant d'épaule)      | (passant d'épaule)      | (passant d'épaule)    | (passant d'épaule)     |
| Suisse                  | Pas d'équivalent        | Adjudant-chef           | Adjudant-major          | Adjudant d'état-major | Adjudant sous-officier |
| Code OTAN               | WO-5                    | WO-4                    | WO-3                    | WO-2                  | WO-1                   |

Les warrant officers (WO) sont une classification utilisée uniquement aux États-Unis. Cependant, après sa restructuration de 2004, l'Armée suisse a fait formellement correspondre ses adjudants aux warrant officers américains (notamment pour des questions de traduction des grades lors des engagements de l'Armée suisse à l'étranger). En effet, les similitudes sont nombreuses. D'une part, ils n'officient qu'aux échelons militaires supérieurs (unité et EM corps de troupe pour adjudant, EM corps de troupe pour adjudant d'état-major, EM grande unité pour adjudant-major et adjudant-chef). D'autre part, ils sont garants des compétences techniques (à contrario des officiers, « généralistes » puisque formés à la conduite).